# Tyler Bindon
Tyler Bindon (Auckland, 27 de enero de 2005) es un futbolista neozelandés que juega en la demarcación de defensa para el Sheffield United F. C. de la EFL Championship.

## Trayectoria
En agosto de 2023 llegó al Reading F. C. procedente de Los Angeles F. C. Desde entonces disputó 74 partidos y en febrero de 2025 fue traspasado al Nottingham Forest F. C., aunque continuó como cedido en el mismo equipo hasta final de temporada. La siguiente también fue prestado, esta vez al Sheffield United F. C.

## Selección nacional
Tras jugar en las categorías inferiores de la selección, finalmente hizo su debut con la selección de fútbol de Nueva Zelanda el 13 de octubre de 2023 en un encuentro amistoso contra República Democrática del Congo que finalizó con un resultado de empate a uno tras el gol de Chris Wood para Nueva Zelanda, y de Cédric Bakambu para el combinado congoleño.

## Clubes
| Club                            | País       | Año       | Partidos | Goles |
| ------------------------------- | ---------- | --------- | -------- | ----- |
| Reading F. C.                   | Inglaterra | 2023-2025 | 91       | 5     |
| Sheffield United F. C. (cedido) | Inglaterra | 2025-     |          |       |

## Palmarés

### Títulos internacionales
| Título                         | Equipo        | País         | Año  |
| ------------------------------ | ------------- | ------------ | ---- |
| Copa de las Naciones de la OFC | Nueva Zelanda | Fiyi Vanuatu | 2024 |